# اريك كارتر (لاعب كرة قدم كندية)
اريك كارتر (بالإنجليزية: Eric Carter)‏ هو لاعب كرة قدم كندية أمريكي، ولد في 23 يناير 1969 في جيسوب في الولايات المتحدة.